# 竹夫人
竹夫人是一种東亞傳統的消暑用具，又稱竹夹膝、竹姬、青奴、竹奴、竹妃，一般由竹或竹篾制成。在现在的中国已不常见，在現代的韩国、日本及東南亞依然是常见的居家用具。

## 制作
竹夫人一般是由竹条编织成四周漏空、上下封闭的笼状物体，或用一段竹子雕刻镂空，并打通中间的节制作而成，一般都不长过1米。人们在夏天暑热时候，可以怀抱一个竹夫人，起到通气降暑的作用。

## 历史和流传
据传竹夫人起于中国唐代，最初名为“竹夹膝”、“竹姬”，直到宋代始称“竹夫人”。后流传至日本、朝鮮半島、越南等地，朝鮮有高麗王朝已有竹夫人的文獻記載。後來再傳到東南亞，成為當地人日常生活用品之一。由於竹夫人製作成本低，一些窮人就以製作竹夫人為生。
中國到了文化大革命时期，被列入“四旧”而不准使用，遂逐渐在中國大陆地区失传。此外，由於風扇、空調的普及，很多地方已經比從前少用竹夫人。

## 相關創作

### 詩詞
南宋·陆游《初夏幽居》 

虚堂一幅接篱巾，竹树森疏夏令新。

瓶竭重招麴道士，床空新聘竹夫人。

寒龟不食犹能寿，弊帚何施亦自珍。

枕蕈北窗宁有厌？小山终日对嶙峋。

苏轼《次韵柳子玉二首 地炉》

细声蚯蚓发银瓶，拥褐横眠天未明。

衰鬓镊残欹雪领，壮心降尽倒风旌。

自称丹灶锱铢火，倦听山城长短更。

闻道床头惟竹几，夫人应不解卿卿。

（自谓竹几为竹夫人）

元·许有壬《满庭芳》

槐院风清，藓阶尘净，日长镇掩衡门。葛帷藤簟，石枕竹夫人。
不作南柯痴梦，要来往、月窟天根。花阴转，闲关幽鸟，啼破一窗云。
起来盘膝坐，松风沸鼎，花雪浮春。便洗除胸次，多少凝尘。
更喜秋原有秫，快准备、小瓮清尊。东篱下，黄花香里，颠倒白纶巾。

越南陳·陳藝宗《竹奴》

有偉此君，中空外功，

削汝為奴，恐傷天性。

### 其他
《红楼梦》（甲辰、程本）中薛寶釵作诗迷：「有眼无珠腹内空，荷花出水喜相逢；梧桐叶落分离别，恩爱夫妻不到冬。」
小池一夫原著的日本漫畫《修羅雪姬》及分別於1973年及2001年上映的改編同名日本電影中，有一名女角是以編織竹夫人為生。

## 延伸阅读
[在维基数据编辑]
 《欽定古今圖書集成·經濟彙編·考工典·竹夫人部》，出自陈梦雷《古今圖書集成》